# 大沙普
大沙普，是匈牙利科马罗姆-埃斯泰尔戈姆州所辖的一个村。总面积24.77平方公里，总人口1562，人口密度63.1人/平方公里（2011年1月1日）。